# 1973年の大洋ホエールズ
1973年の大洋ホエールズでは、1973年の大洋ホエールズの動向をまとめる。
この年の大洋ホエールズは、青田昇が1年だけ監督を務めたシーズンである。

## 概要
野村収をロッテに放出し江藤慎一を交換トレードで、またアメリカからジョン・シピンとクリート・ボイヤーを獲得し、打撃陣のパワーアップを計り優勝候補に挙げられるも5位に終わった前年シーズン終盤に監督代行を務めた青田監督が就任。新ユニフォームは1964年から使用の黒と赤ベースのデザインを廃止して、1960年初優勝時のオレンジと黒をベースにしたデザインに変更。新ユニフォームの成果もあったのか5月までは巨人の低迷もあり、同じくユニフォームを一新した広島と首位を争うなど好調だった。しかし6月に入ると7勝15敗と負け越して首位争いから脱落するとそれ以降はBクラスに低迷し、平松政次・山下律夫・坂井勝二ら投手陣は好投するも、打線の援護がなく負ける試合が目立った。8月以降はやや盛り返したものの、低迷していたヤクルトにも抜かれて結局2年連続の5位で終了し、巨人の9連覇を許した。投手陣は平松がチームトップの17勝、山下が2位の13勝をあげたほか、アメリカ野球留学から復帰の高橋重行、2年目の竹内広明も2ケタ近くの勝ち星を挙げ、チーム防御率はリーグ最下位ながらも3.30と健闘。打撃陣は松原誠、江藤慎一、シピンなどの活躍でチーム本塁打は125本でリーグ2位となり、チーム打率も.243のリーグ2位となるが、投打が噛み合わず、青田監督はわずか1年で辞任し、日本テレビの野球解説者に戻った。また、阪神やロッテで活躍し、このシーズンだけ大洋に所属していた300勝投手の小山正明が現役引退した。

## チーム成績

### レギュラーシーズン
| 1 | 右 | 重松省三   |
| 2 | 中 | 近藤昭仁   |
| 3 | 二 | シピン     |
| 4 | 一 | 松原誠     |
| 5 | 左 | 江藤慎一   |
| 6 | 三 | ボイヤー   |
| 7 | 遊 | 米田慶三郎 |
| 8 | 捕 | 伊藤勲     |
| 9 | 投 | 平松政次   |

| 順位 | 4月終了時 | 4月終了時 | 5月終了時 | 5月終了時 | 6月終了時 | 6月終了時 | 7月終了時 | 7月終了時 | 8月終了時 | 8月終了時 | 9月終了時 | 9月終了時 | 最終成績 | 最終成績 |
| ---- | --------- | --------- | --------- | --------- | --------- | --------- | --------- | --------- | --------- | --------- | --------- | --------- | -------- | -------- |
| 1位  | 中日      | --        | 大洋      | --        | 広島      | --        | 中日      | --        | 巨人      | --        | 巨人      | --        | 巨人     | --       |
| 2位  | 大洋      | 0.5       | 広島      | 0.0       | 中日      | --        | 阪神      | 3.0       | 阪神      | 0.5       | 阪神      | 2.5       | 阪神     | 0.5      |
| 3位  | 阪神      | 1.5       | 中日      | 1.0       | 阪神      | 1.0       | 広島      | 4.0       | 中日      | 1.0       | 中日      | 3.0       | 中日     | 1.5      |
| 4位  | 巨人      | 2.5       | 阪神      | 2.5       | 巨人      | 3.5       | 巨人      | 4.5       | 広島      | 2.0       | ヤクルト  | 6.0       | ヤクルト | 4.5      |
| 5位  | 広島      | 3.5       | 巨人      | 4.0       | 大洋      | 4.0       | ヤクルト  | 6.5       | 大洋      | 2.5       | 大洋      | 6.0       | 大洋     | 5.0      |
| 6位  | ヤクルト  | 4.0       | ヤクルト  | 7.5       | ヤクルト  | 6.5       | 大洋      | 9.0       | ヤクルト  | 3.0       | 広島      | 6.5       | 広島     | 6.5      |

| 順位 | 球団             | 勝 | 敗 | 分 | 勝率 | 差   |
| 1位  | 読売ジャイアンツ | 66 | 60 | 4  | .524 | 優勝 |
| 2位  | 阪神タイガース   | 64 | 59 | 7  | .520 | 0.5  |
| 3位  | 中日ドラゴンズ   | 64 | 61 | 5  | .512 | 1.5  |
| 4位  | ヤクルトアトムズ | 62 | 65 | 3  | .488 | 4.5  |
| 5位  | 大洋ホエールズ   | 60 | 64 | 6  | .484 | 5.0  |
| 6位  | 広島東洋カープ   | 60 | 67 | 3  | .472 | 6.5  |

## オールスターゲーム
| ファン投票 | 選出なし |        |        |        |
| 監督推薦   | 平松政次 | 伊藤勲 | シピン | 江尻亮 |

## できごと
- 5月26日 - 江藤慎一が川崎球場での対巨人7回戦にて4回裏に安打を放ち、3000塁打を達成[2]。
- 6月1日 - 坂井勝二が後楽園球場での対巨人9回戦に先発し、プロ通算500試合登板を達成[3]。
- 10月24日 - 小山正明が現役引退を表明[4]。

## 表彰選手
| リーグ・リーダー |
| ---------------- |
| 受賞者なし       |

| ベストナイン         | ベストナイン | ベストナイン |
| 選手名               | ポジション   | 回数         |
| -------------------- | ------------ | ------------ |
| シピン               | 二塁手       | 2年連続2度目 |
| 江尻亮               | 外野手       | 3年ぶり2度目 |
| ダイヤモンドグラブ賞 |              |              |
| 選手名               | ポジション   | 回数         |
| シピン               | 二塁手       | 2年連続2度目 |
| ボイヤー             | 三塁手       | 初受賞       |